# Чень Сєся
Чень Сєся  (кит.: 陈燮霞, 8 січня 1983) — китайська важкоатлетка, олімпійська чемпіонка.

## Виступи на Олімпіадах
| Олімпіада  | Дисципліна | Місце |
| ---------- | ---------- | ----- |
| Пекін 2008 | до 48 кг   | 1     |